# Улица Сергея Марго
Улица Серге́я Марго́ — улица в Выборгском районе Санкт-Петербурга, проходящая от проспекта Энгельса до Удельного проспекта в северной части Удельной.

## История
Первоначально называлась Коломяжским проспектом (старое название известно с 1887 года), так как проспект вёл в деревню Коломяги.
Современное наименование присвоено 15 мая 1965 года в память о Сергее Вольдемаровиче Марго, одном из первых организаторов пионерского движения на Выборгской стороне.

## Транспорт
Ближайшие к улице Сергея Марго станции метро — «Удельная» и «Озерки» 2-й (Московско-Петроградской) линии.